# Heng Shan (Shanxi)
Der Heng Shan (Shanxi) (chinesisch 恆山 / 恒山, Pinyin Héng Shān), auch „Nordgebirge“ (Bei Yue, 北岳,  Běi Yuè – „Nord-Berg“) genannt, ist ein Gebirge in Nordchina. 
Der Heng Shan ist 150 Kilometer lang und liegt im Nordosten der Provinz Shanxi. Er ist eines der fünf heiligen Gebirge des Daoismus. Der höchste Gipfel ist der 2017 m hohe Xuanwufeng.
Im Heng Shan gibt es mehrere Sehenswürdigkeiten. Am berühmtesten ist das Hängende Kloster, das in der Nähe vom Pass des Goldenen Drachen an eine steile Felswand 30 Meter über den Talboden gebaut wurde. Das im 6. Jahrhundert gebaute Kloster besteht aus 40 kleinen Hallen und Pavillons. Gestützt werden die Bauten von Balkenkonstruktionen, die in Felsspalten verankert sind.